# Cellula del Sertoli

Epitelio germinativo dei tubuli seminiferi con:
1. membrana basale;
2. spermatogoni;
3 e 4. spermatociti di 1º e 2º ordine;
5. spermatidi immaturi;
6. spermatozoi;
7. cellula di Sertoli;
8. giunzione serrata (tight junction) della barriera emato-testicolare

Le cellule di Sertoli sono cellule di sostegno, somatiche diploidi, che si trovano nei tubuli seminiferi dei testicoli. La loro principale funzione è quella di guidare le cellule germinali attraverso i passaggi della spermatogenesi. Sono inoltre responsabili del mantenimento di un certo numero di spermatogoni che, essendo cellule staminali, assicurano sia la propria omeostasi (il mantenimento di un numero fisso di spermatogoni) sia il differenziamento in cellule mature, fino al rilascio degli spermatozoi. Hanno inoltre la funzione di produrre ormoni. Le cellule di Sertoli sono state scoperte da Enrico Sertoli.

## Morfologia
Le cellule del Sertoli hanno una forma triangolare che poggia sulla membrana basale del tubulo seminifero e si distende fino al lume del tubulo. Esse sono distinguibili dalle cellule della linea germinale al microscopio ottico per la forma pressoché triangolare, nucleo ovalare e citoplasma chiaro; al microscopio elettronico mostrano un citoplasma con reticolo endoplasmatico liscio (REL), largamente diffuso che circonda gocce lipidiche; si caratterizzano per la presenza di reticolo endoplasmatico rugoso (RER) a ridosso delle giunzioni narrow o tight basali; la caratteristica che ci consente il riconoscimento è anche la presenza di un nucleo con involucro nucleare frastagliato o irregolare e contiene un nucleolo con un anello di eterocromatina che visto al TEM in sezione longitudinale si presenta ai lati con due corpi cromatinici noti come "corpuscoli satelliti".
Nel citoplasma sono ritrovati anche endosomi che accolgono il citoplasma espulso dallo spermatide in fase di allungamento (spermioistogenesi); di recente al TEM sono stati scoperte nel citosol della cellule del Sertoli delle strutture cristalline note col nome di "Cristalli di Charcot Boettcher" di composizione e funzione non note.
Ricorrendo inoltre alla microscopia elettronica a trasmissione (TEM) è possibile individuare un'ulteriore particolarità morfologica delle cellule del Sertoli, ovvero la presenza di giunzioni strette (zonulae occludens) basali (non poste all'apice come avviene nelle cellule epiteliali) tra le cellule del Sertoli, note con il nome di "giunzioni Narrow". Quest'ultime sono composte da diversi complessi proteici: 
- Occludina - ZO1/ZO2;
- Claudina -ZO1/ZO2;
- Jams - ZO1.

Notare bene che laddove le membrane delle cellule del Sertoli sono accollate, sul versante citosolico si rinviene una componente granulare del reticolo endoplasmatico invece più centralmente sono ritrovabili cisterne del REL. Le giunzioni narrow sono componenti essenziali della barriera emato-testicolare,  struttura che suddivide il tubulo seminifero contorto in una porzione basale e adluminale, prevenendo eventuali reazioni autoimmuni.

## Funzioni
Come menzionato prima le cellule del Sertoli sono coinvolte nel processo di spermatogenesi. Il processo è stimolato dall'FSH secreto dall'adenoipofisi, per cui le cellule del Sertoli esprimono recettori specifici.
Durante la vita fetale precoce queste cellule secernono l'ormone antimulleriano (AMH), in tal modo concorrono alla degenerazione del dotto di Müller (o dotto paramesonefrico) e alla differenziazione in senso maschile delle gonadi indifferenziate. Dopo la pubertà, le cellule del Sertoli secernono gli ormoni inibina e attivina.
Secernono anche proteine leganti gli androgeni (ABP, androgen binding protein) e il fattore neurotrofico delle cellule derivate della linea gliale (GDNF), che è stato dimostrato avere un effetto proliferativo sugli spermatogoni indifferenziati, che assicurano l'auto-rinnovamento di tali cellule staminali durante il periodo perinatale. Produce inoltre altri fattori, come ERM (Ets related molecule, fattore di trascrizione), per il mantenimento degli spermatogoni staminali anche nel testicolo adulto.
Una funzione fondamentale delle cellule del Sertoli è quella di formare la barriera emato-testicolare. Questa barriera è prodotta della giunzioni occludenti (o tight junction) tra una cellula del Sertoli e l'altra appena al di sopra degli spermatogoni che appoggiano sulla membrana basale contigua alla membrana limitante il tubulo. Questo fatto è fondamentale non solo per il controllo dell'entrata e dell'uscita di nutrienti, ormoni e sostanze chimiche dal sangue al compatimento luminale del tubulo seminifero; ma soprattutto per la difesa delle cellule in spermatogenesi. Difatti, gli spermatogoni, diploidi, esprimono le medesime molecole di membrana delle altre cellule dell'organismo, mentre gli spermatidi e poi gli spermatozoi, aploidi, sono diversi dalle altre cellule self e potrebbero innescare una risposta del sistema immunitario che ne provocherebbe la distruzione.
Sembra inoltre che le cellule del Sertoli fagocitino i residui (citoplasmatici) del differenziamento degli spermatozoi.
Le cellule del Sertoli derivano dalle cellule pre-Sertoli, o sostentacolari, che sotto l'azione di TDF (fattore di determinazione testicolare), espresso dal gene SRY (sul cromosoma Y), si differenziano dai cordoni sessuali primitivi (nella gonade indifferenziata), trasformandoli in cordoni seminiferi, chiusi fino alla pubertà, quando svilupperanno il lume centrale.
Una volta totalmente differenziate, le cellule del Sertoli non sono in grado di proliferare. Quindi, una volta che la spermatogenesi è iniziata, non vengono create nuove cellule del Sertoli. Tuttavia, recentemente, alcuni scienziati hanno trovato una via per fare proliferare nuovamente queste cellule in vitro. Ciò aumenta la possibilità di curare alcuni difetti che causano l'infertilità maschile. Recentemente uno studio pubblicato su Research and Report in Urology ha riportato il caso di un uomo di 30 anni affetto da SCOS che, trattato con rFSH per due cicli lunghi di terapia, ha maturato spermatozoi che hanno permesso una tecnica di PMA giunta a buon fine con la nascita di una bambina.